# Kryygi
Kryygi de son nom posthume, de son nom adoptif Damiana, née vers 1894 et morte en 1907 à La Plata en Argentine, est une orpheline aché. Capturée par des colons allemands paraguayens lors d’une razzia, elle est asservie par une famille bourgeoise pendant une dizaine d'années avant d'être internée à l’asile d’aliénés de Melchor Romero, près de Buenos Aires. Plusieurs anthropologues de l'époque écrivent sur elle des articles qui sont reconnus au XXIe siècle comme des cas d'école de racisme scientifique. Ses restes, détenus par deux musées en Argentine et en Allemagne, sont restitués à son peuple en 2010 et 2012.
En 1896, un groupe de colons massacrent une communauté aché près d’Encarnación, capturent une enfant et la baptisent Damiana. Ils l’envoient à San Vicente en 1898 chez la mère du notable Alejandro Korn (en), où la jeune autochtone est contrainte au travail domestique. À l’adolescence, elle fugue pour voir son amoureux et se rebelle; Korn la fait interner dans son hôpital psychiatrique (es). Elle y meurt de tuberculose en 1907.
En 1897 puis en 1908, les anthropologues Herman Frederik Carel ten Kate jr., Charles de la Hitte, Robert Lehmann-Nitsche (en) et Hans Virchow (de) mesurent l'enfant et exhibent sa vie. Ils publient des photographies du massacre de sa famille, de sa nudité sexualisée, et de son visage disséqué, pour faire d’elle un objet d’étude de leurs théories racialistes. Après sa mort, la jeune fille est décapitée par des assistants scientifiques, sa tête envoyée à Berlin. Un siècle plus tard, un collectif d'universitaires mené par Patricia Arenas critique la conservation du cadavre dans les collections ethnographiques. Le musée de La Plata (es) rend la première partie de la dépouille en 2010 à la Fenap, la fédération aché constituée quelques années auparavant. Lors de la cérémonie d’inhumation, la défunte reçoit le nom de Kryygi. Après une enquête par la journaliste Heidemarie Boehmecke pour retrouver la tête de Kryygi, l’hôpital universitaire de la Charité de Berlin fait rapatrier en 2012 son crâne annoté, sa langue et le scalp de son visage.
Un poème, une chanson, une pièce de théâtre et un film biographique sorti en 2015 sont dédiés à Kryygi.

## Biographie

### Capture
En septembre 1896, un colon de Sandoa et ses fils, armés de fusils, attaquent une communauté aché installée dans la forêt non loin, soi-disant pour venger un cheval mort deux jours auparavant. Ils tuent au moins trois personnes et forcent les autres à prendre la fuite. Pendant le massacre, ils volent une enfant de trois ou quatre ans et la ramènent à Sandoa. Ils la baptisent, lui donnant le nom de Damiana parce que c’était la fête de Côme et Damien. Le registre de l’église catholique locale ne contient aucune trace d’elle, mais montre que la capture et le baptême d’enfants autochtones étaient assez courants. Au village est présent l’anthropologue néerlandais Herman ten Kate, qui mesure Damiana et prend son portrait. Les colons locaux décident de garder Damiana plutôt que de la tuer, afin de l’esclavagiser.

### Captivité
En 1898, le successeur de ten Kate, Roberto Lehmann-Nitsche, envoie Damiana à La Plata en Argentine pour aller travailler en tant que domestique chez María Verena Meyer, la mère d'Alejandro Korn. Le docteur Korn est un psychiatre et notable local, directeur de l’hospice Melchor Romero. Peu d’éléments sont connus sur la dizaine d’années que Damiana passe là-bas. Toutefois, selon Lehmann-Nitsche, une fois qu’elle atteint la puberté, Damiana s’évade régulièrement, parfois jusqu’à trois jours d’affilée, pour rendre visite à un amant. Pour y parvenir, elle empoisonne le chien de garde. La famille Korn veut interdire à Damiana d’avoir des relations sexuelles spontanées et, la considérant comme incontrôlable, l’envoie à l’asile en attendant de la transférer dans un pénitencier.
En mai 1907, Lehmann-Nitsche se rend à Melchor Romero pour étudier Damiana. Il la mesure et la fait poser nue à l’extérieur pour prendre un portrait frontal d’elle en pied. Damiana meurt d’une infection pulmonaires deux mois et demi plus tard.

## Postérité

### Éparpillement et exhibition
À la mort de Kryygi, son cadavre est décapité et le crâne, le cerveau, les yeux, le cuir chevelu et le visage avec tous ses muscles, y compris la langue, sont envoyés à l’anatomiste anti-darwiniste Hans Virchow à Berlin, dans une boîte en cuivre remplie de formaldéhyde.
Dans son article de 1908, Lehmann-Nitsche remercie Korn et cite son avis sur le comportement de Kryygi, qui présente la sexualité de cette dernière à la fois comme un signe de folie et de criminalité. Cette vision est conforme aux idées de la psychiatrie de l’époque qui présente les femmes et les peuples colonisés comme irrationnels et malsains. Lehmann-Nitsche utilise notamment le terme « indiecita » (en français : « petite indienne »), qui dénote une condescendance et contribue à lui dénier la liberté de disposer de son propre corps. À partir de ses observations de Kryygi, il procède à des généralisations racistes sur les « Guayakis », qu’il qualifie de « primitifs » et considère proches des animaux,. Dans son analyse, Lehmann-Nitsche impose aussi une vision binaire du genre, typique de l’idéologie coloniale, et affirme par exemple que les proportions des corps des femmes seraient naturellement similaires à celles des corps des enfants, sous-entendant que le seul corps répondant à son idéal du « développement » est celui d’une personne blanche adulte et masculine. Il accorde une attention particulière à disserter sur les mensurations du crâne de Kryygi, en partant du présupposé commun dans le racisme scientifique que ces mesures reflèteraient biologiquement l’intelligence. En tout, Lehmann-Nitsche soumet Damiana à au moins 57 mesures différentes, et prend deux photographies d’elle. Selon les historiens Kevin Coleman et Julia Irion Martins, l’ethnologue par ces images exploite et sexualise l’adolescente, sachant que « l’éclairage tamisé et ses commentaires sur l’impression qu’elle lui donnait trahissent un certain faible, un sentiment que le scientifique ressentait pour son sujet,. »
Un autre article paraît en 1908, celui de Hans Virchow à Berlin. Il contient deux clichés du visage arraché et aplati de Kryygi, réalisés par la photographe G. Greiszen. Dans le texte, Virchow se plaint que la tête a été mal dépecée et a été endommagée pendant le transport. En 1911, Virchow transmet les tissus de Kryygi au directeur de l’Institut d’anatomie de Berlin, Wilhelm von Waldeyer-Hartz, qui pour des raisons inconnues l’intègre dans la collection de spécimens européens. Les erreurs s’accumulent dans les registres et au XXIe siècle, il est impossible de retrouver le cerveau et le moulage en plâtre du visage.

### Restitution
À partir de 2001, l’histoire de Kryygi est enseignée dans le cours d’histoire de la théorie anthropologique dispensé à l’université de La Plata. L’article de Lehmann-Nitsche publié en 1908 y sert de matériel pédagogique pour aborder la question du racisme scientifique. En novembre 2005, la doctoresse Patricia Arenas et le journaliste Jorge Pinedo publient un article sur l’histoire de Kryygi dans Página/12. L’année suivante, le musée de La Plata entame un inventaire des restes humains dans ses collections, mené par le Grupo Universitario de Investigación en Antropología Social (Grupo GUÍAS) qui est composé d’étudiant·es intéressées et de membres de la faculté d’anthropologie. Ce collectif, dont Arenas fait partie, se positionne pour la restitution, tandis que d’autres scientifiques et fonctionnaires expriment des inquiétudes et des doutes. Le Grupo Guías rentre en contact avec la Liga Nativa por la Autonomía, Justicia y Ética (Linaje) – l’association d’une des sept communautés aché du Paraguay – par l’intermédiaire de l’anthropologue Philippe Ebed Pigarí.
En 2007, Fernando Pepe du Grupo GUÍAS trouve le squelette de Kryygi dans une boîte sous les vitrines de l’exposition d’anthropologie biologique. En mars de cette année, la Linaje effectue une réclamation officielle auprès du musée de La Plata pour la restitution des biens et des restes humains aché, dont ceux de Kryygi. En novembre, son représentant Emiliano Mbejyvagi rend visite au musée pour lui faire cadeau d’objets de la culture aché et ainsi établir un dialogue. Il propose aussi d’échanger dans le futur de tels objets pour récupérer ceux qui avaient été pillés lors du massacre de 1896. Pour traiter cette demande, le musée constitue une commission ad hoc composée d’une vingtaines d’universitaires, en s’appuyant sur une résolution interne de 2006 sur les restitutions. En juillet 2008, les demandes de restitution des restes de Kryygi sont portées à l’attention du débat public paraguayen, dans le contexte de la dénonciation du génocide aché de la fin des années 1960 lors d’une session de la Comisión de Verdad y Justicia (es). Cette même année, les sept communautés aché du Paraguay se fédèrent au sein de la Federación Nativa Aché del Paraguay (Fenap), présidée par Ismael Tayjangi, pour se joindre en 2009 à la procédure avec la Linaje. Cette cohésion permet de surmonter les réticences du musée, qui remettait en cause la légitimité de la Linaje pour la restitution. Le 18 décembre 2009, la commission spéciale approuve la restitution, que l’université de La Plata ratifie en mars 2010. Ensuite, l’Instituto Nacional de Antropología y Pensamiento Latinoamericano (en) autorise officiellement l’envoi des pièces au Paraguay, qui est effectué en collaboration par les ambassades des deux pays.
Le 11 juin 2010, une cérémonie est conduite dans le temple d’Ypetimi, au cours de laquelle les Aché donnent à la jeune femme le nom de Kryygi, qui signifie « petit animal des montagnes ». Dans la langue aché, ce nom peut se décliner pour refléter que la personne est morte, et donne alors « Kryygimaî ». Les deux urnes sont enterrées le lendemain dans un lieu secret au sein du parc national de Caazapá (es).
En 2012, l’hôpital universitaire de la Charité de Berlin, dans les collections duquel la journaliste Heidemarie Boehmecke a retrouvé entretemps le crâne, le visage et la langue de Damiana qui portent des annotations apposées par Lehmann-Nitsche et Virchow, restitue ces restes. La chancellerie argentine accompagne le processus, et les obsèques finales sont tenues le 4 mai 2012.
La restitution des restes de Kryygi est une des premières d’Argentine, après celles des cadavres d’Inacayal et de Mariano Rosas (es), et c’est la première qui ait été faite à l’initiative d’une communauté autochtone plutôt que suite à une loi nationale expresse. Les péripéties de la restitution des restes de Kryygi ont été relayées et diffusées dans la presse argentine grâce au travail d’Osvaldo Bayer pour Página/12. Bayer, dans sa présentation de l’affaire, critique surtout le gouvernement allemand et se vexe parce que les Aché réclament que les intellectuels argentins cessent de prendre la parole au nom des autochtones.
Dans les discours sur la restitution de Kryygi, les photographies de son visage formolé et surtout le nu pris par Lehmann-Nitsche jouent un rôle important. Ces images choquent et leur usage est controversé. En particulier, la diffusion du cliché de 1908 sur les réseaux sociaux est dénoncée par Fernández Mouján. Lors de l’enterrement de 2010, c’est le portrait de Kryygi bébé, pris en 1896, qui est utilisé et mis sur le cercueil, parce qu’il n’évoque pas la violence colonialiste de manière aussi intense que celui de l’adolescente dénudée et est donc perçu comme plus digne.

### Hommages artistiques
En 2012, le poète mapuche Jaime Luis Huenún (es) publie son recueil Reducciones, qui associe des photographies coloniales à des poèmes-collages. Dans le premier poème de l’ensemble « Cuatro cantos funerarios », intitulé canto I/Damiana, Huenún reproduit la photo de l’article de Lehmann Nitsche publié en 1908 et l’accompagne de phrases extraites de ce même texte. Huenún dénonce la déshumanisation de Damiana. Selon la critique Magda Sepúlveda Eriz, la citation du mot ambigu galantería permet à Huenún de souligner comment « la pulsion érotique envers le sujet maltraité fait partie de la cruauté » de l’anthropologue.
La même année, en 2012, Roxana Aramburú (es) et Patricia Suárez (es) écrivent la pièce de théâtre Damiana, una niña aché. Le spectacle est aussitôt créé, à l’occasion du concours national organisé par le ministère du Développement social. Il remporte la mention spéciale du jury dans la catégorie « Obras Breves de Teatro “Aplausos para la inclusion” ». La pièce est produite à nouveau en 2015 et en 2016 à La Plata, et le texte est publié en 2016 par l’université de la ville. L’œuvre critique particulièrement la bigoterie catholique et les inégalités de pouvoir créées par le patriarcat et la colonisation. La critique Sarah Misemer remarque que cette pièce court le risque de s’approprier une histoire autochtone d’un point de vue blanc, fût-il inspiré par la justice sociale.

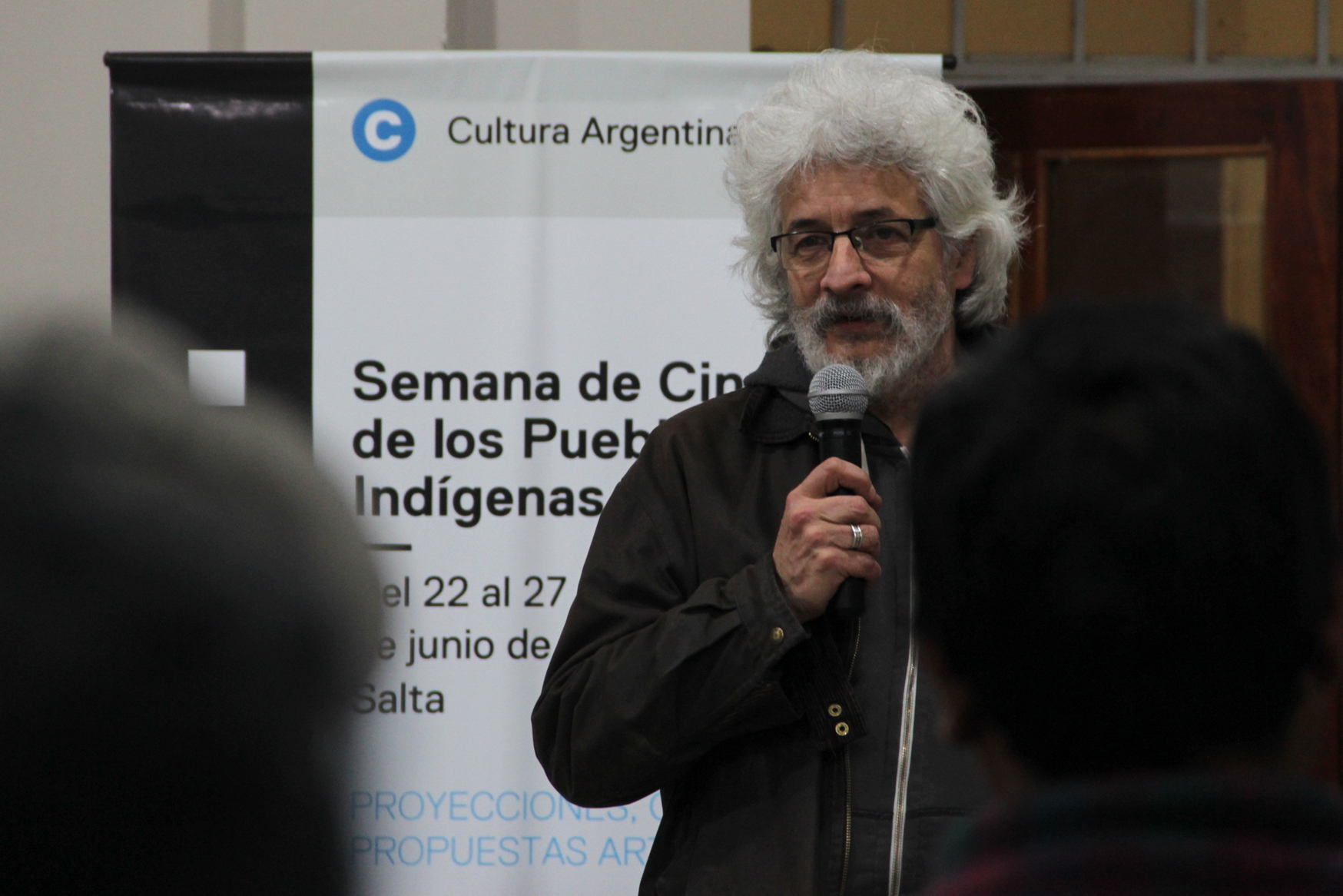
Le réalisateur Alejandro Fernández Mouján à Buenos aires le 25 juin 2015, pendant la semaine du cinéma autochtone organisée par le ministère de la Culture.

En 2015, le documentaire Damiana Kryygi, réalisé par Alejandro Fernández Mouján (es), sort au cinéma. Il remporte des prix en Amérique latine et en Europe. Dans une des dernières scènes, Fernández Mouján se rend à Melchor Romero et retrouve l’endroit où Lehmann-Nitsche a fait poser Kryygi.
Jorge Padula Perkins et Rodrigo Stottuth ont enregistré une chanson en langue guaranie en mémoire de Kryygi, intitulée Kryygi… Kryygimaî….